# Майківська сільська рада (Україна)
Ма́йківська сільська́ ра́да — орган місцевого самоврядування в Гощанському районі Рівненської області. Адміністративний центр — село Майків.

## Загальні відомості
- Майківська сільська рада утворена 25 жовтня 1990 року.
- Територія ради: 19,734 км²
- Населення ради: 679 осіб (станом на 2001 рік)
- Територією ради протікають річки Ревуха, Святоха.

## Населені пункти
Сільській раді підпорядковані населені пункти:
- с. Майків

## Склад ради
Рада складається з 14 депутатів та голови.
- Голова ради: Савчук Петро Степанович
- Секретар ради: Пивоварчук Галина Яківна

### Керівний склад попередніх скликань
| ПІБ                     | Основні відомості                                            | Дата обрання | Дата звільнення |
| ----------------------- | ------------------------------------------------------------ | ------------ | --------------- |
| Савчук Петро Степанович | Сільський голова, 1953 року народження, освіта, безпартійний | 26.03.2006   | 31.10.2010      |
| Савчук Петро Степанович | Сільський голова, 1953 року народження                       | 31.10.2010   |                 |

Примітка: таблиця складена за даними сайту Верховної Ради України